# Fjodor Ippolitowitsch Schtscherbatskoi

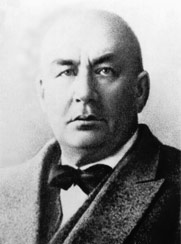
Fe͏̈dor I. Ščerbatskoj

Fjodor Ippolitowitsch Schtscherbatskoi (russisch Фёдор Ипполитович Щербатской; * 19. September 1866 in Kielce, Kongresspolen; † 18. März 1942 in Burabai, Kasachische SSR) war ein russischer Indologe mit dem Schwerpunkt Buddhismus. Er gilt als Begründer wissenschaftlicher Betrachtungen über buddhistische Philosophie in der westlichen Welt.

## Leben
Schtscherbatskoi studierte am Lyzeum Zarskoje Selo und später an der  staatlichen Universität Sankt Petersburg, an der Iwan Minajew und Sergei Oldenburg seine Lehrer waren. Danach ging er ins Ausland und studierte in Wien zusammen mit Georg Bühler Indische Poesie und in Bonn zusammen mit Hermann Jakobi Buddhistische Philosophie. 1897 gründete er mit Oldenburg die Bibliotheca Buddhica, eine Sammlung seltener buddhistischer Texte.  1903 veröffentlichte  Schtscherbatskoi nach einer Reise durch Indien und die Mongolei sein Buch Erkenntnistheorie und Logik nach der Lehre der späteren Buddhisten in Russisch. Er initiierte dann 1928 das Institut für buddhistische Kultur in Leningrad. Seine Arbeit Buddhist logic hatte enormen Einfluss auf die Buddhismuskunde. 1931 wurde er zum korrespondierenden Mitglied der Göttinger Akademie der Wissenschaften gewählt.
Seine Kenntnisse in Sanskrit und in tibetanischen Sprachen brachte ihm die Achtung von Rabindranath Thakur und Jawaharlal Nehru ein. Debiprasad Chattopadhyaya sagte über Schtscherbatskoi, er habe den Indern geholfen ihre eigene Vergangenheit zu entdecken und die richtige Perspektive auf deren philosophisches Erbe zu entwickeln. Die Encyclopædia Britannica beschreibt ihn als „vorderste westliche Autorität in buddhistischer Philosophie“.

## Werk (Auswahl)
- Erkenntnistheorie und Logik nach der Lehre der späteren Buddhisten, München-Neubiberg : O. Schloss, 1924,
- Buddhist Logic, Munshiram Manoharial Pvt Ltd. 1996, ISBN 81-215-0724-3
- The Central Conception of Buddhism and the Meaning of the Word Dharma
- Madhyanta-Vibhanga. Discourse on Discrimination Between Middle and Extreme, Übersetzung von Schtscherbatskoi
- Abhisamayalankara - Prajnaparamita - Upadesa -Sastra